# Стенлі Даст
Стенлі Даст (англ. Stanley Doust; 29 березня 1879 — 13 грудня 1961) — колишній австралійський тенісист.
Найвищу одиночну позицію світового рейтингу — 8 місце досяг 1913 року (за даними А. Волліса Маєрса).
Здобув 17 одиночних титулів.
Найвищим досягненням на турнірах Великого шолома були фінали в одиночному та парному розрядах.
Завершив кар'єру 1923 року.

### Фінали турнірів Великого шолома

#### Парний розряд (1 поразка)
| Результат | Рік  | Турнір               | Покриття | Партнер      | Суперники                       | Рахунок       |
| --------- | ---- | -------------------- | -------- | ------------ | ------------------------------- | ------------- |
| Поразка   | 1909 | Вімблдонський турнір | Трава    | Гаррі Паркер | Артур Ґор Герберт Ропер-Барретт | 2–6, 1–6, 4–6 |